# Irene Paredes
Irene Paredes (Legazpi, 4 juli 1991) is een Spaans voetbalspeelster. 
Paredes werd geboren in Baskenland, en speelde bij de jeugd van SD Ilintxa, FC Urola en CD Zarautz. In 2008 ging ze voor het vrouwenelftal van Real Sociedad spelen. 
Van 2016 tot 2021 speelde ze bij Paris Saint-Germain Féminines in de Franse FD1-competitie. Nu speelt ze in FC Barcelona in Liga F als centrale verdediger. Ze is daar vijfde kapitein. 

## Statistieken
| Seizoen | Club                          | Land      | Competitie | Wedstrijden | Doelpunten |
| ------- | ----------------------------- | --------- | ---------- | ----------- | ---------- |
| 2008/09 | Real Sociedad                 | Spanje    | Liga F     | 27          | 0          |
| 2009/10 | Real Sociedad                 | Spanje    | Liga F     | 28          | 4          |
| 2010/11 | Real Sociedad                 | Spanje    | Liga F     | 27          | 2          |
| 2016/17 | Paris Saint-Germain Féminines | Frankrijk | FD1        | 18          | 2          |
| 2017/18 | Paris Saint-Germain Féminines | Frankrijk | FD1        | 20          | 3          |
| 2018/19 | Paris Saint-Germain Féminines | Frankrijk | FD1        | 12          | 2          |
| 2019/20 | Paris Saint-Germain Féminines | Frankrijk | FD1        | 14          | 0          |
| 2020/21 | Paris Saint-Germain Féminines | Frankrijk | FD1        | 16          | 5          |
| Totaal  | Totaal                        | Totaal    | Totaal     | 80          | 12         |

Laatste update: april 2021

## Interlands
Sinds 2011 speelt Paredes met het Spaans vrouwenelftal. 
In 2013 kwam ze met het nationale elftal tot de kwartfinale van het Europees kampioenschap.
1: Gallardo ·
2: Jiménez ·
3: Ouahabi ·
4: Paredes ·
5: Andrés ·
6: Losada ·
7: Corredera ·
8: Torrejón ·
9: Caldentey ·
10: Hermoso ·
11: Putellas · 12: Guijarro · 13: Paños · 14: Torrecilla · 15: Meseguer · 16: León · 17: L. García · 18: Bonmatí · 19: Sampedro · 20: Pereira · 21: Falcón · 22: N. García · 23: Quiñones · Coach: Vilda